# Bertold Schenkelbach
Bertold Schenkelbach-Szeliński (ur. 1893 w Czerniowcach, zm. 1942 w obozie zagłady w Bełżcu) – fotograf, narciarz, taternik.

## Życiorys
Schenkelbach ukończył studia na politechnice. Zamieszkał w Drohobyczu, gdzie ożenił się z Eddą (Etel) z domu Hauser (1891–1942). Po powrocie z Włoch, gdzie studiował budowę mostów, najpierw zmienił zawód architekta na dziennikarstwo, a następnie zajął się fotografią. Był samoukiem, doskonalącym się jedynie na podstawie lektur w takich technikach fotograficznych, jak guma, bromolej czy przetłok, które perfekcyjnie opanował. Przełom twórczy przyniosła mu druga nagroda przyznana w konkursie Polskiego Przemysłu Fotograficznego w Poznaniu w 1926 roku. Otworzył pracownię przy ulicy Mickiewicza 3 (obecnie Szewczenki).

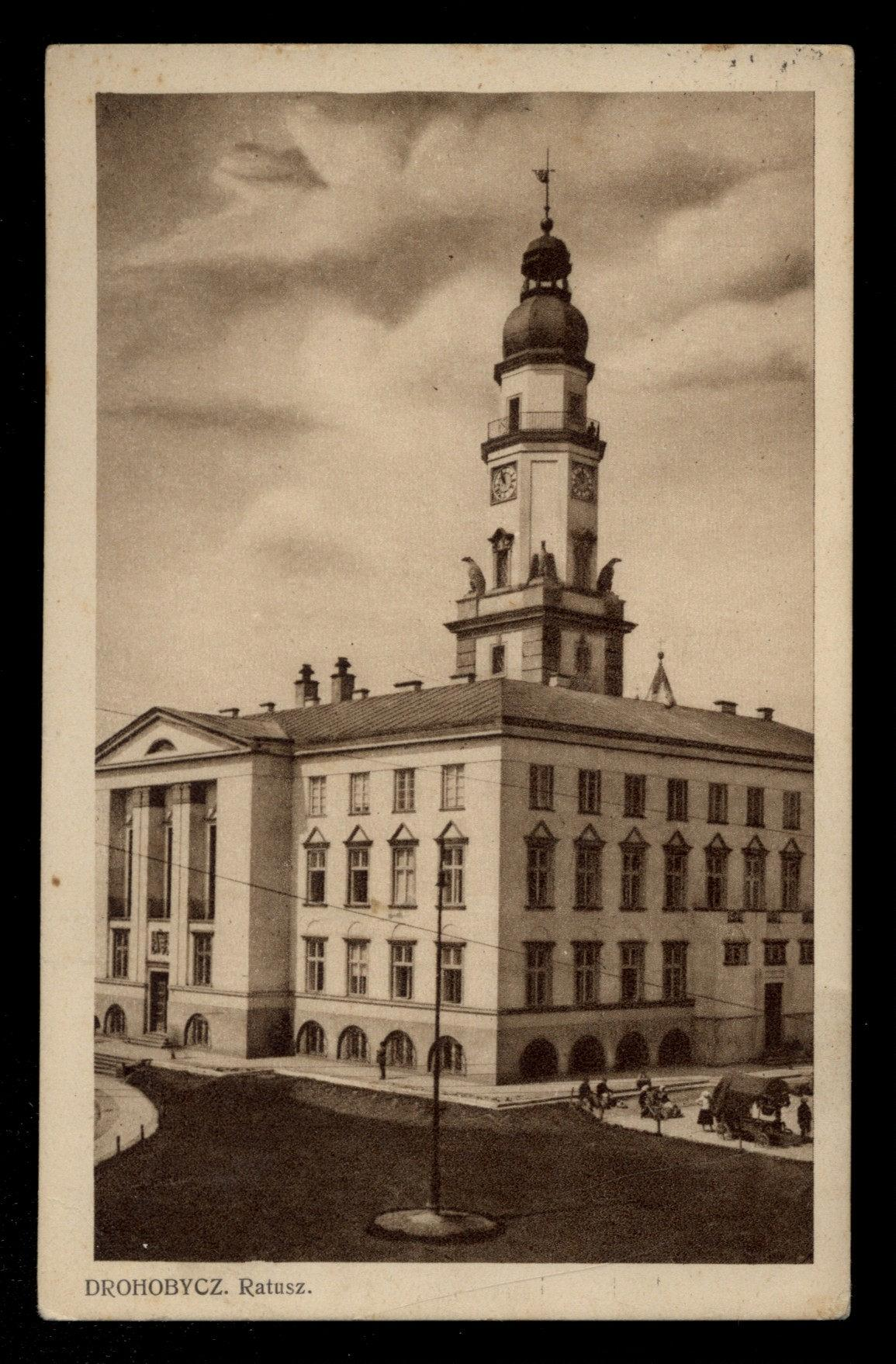
Drohobycz, ratusz

Jego najważniejsze prace – widoki Drohobycza powstały w latach 1927–1938. Niektóre doczekały się reprodukcji na widokówkach wydawanych przez krakowskie wydawnictwo „Sztuka”. Wykonywał też panoramy Karpat Wschodnich (m.in. Pikuj) dla Polskiego Towarzystwa Tatrzańskiego (oddział Drohobycz-Borysław).

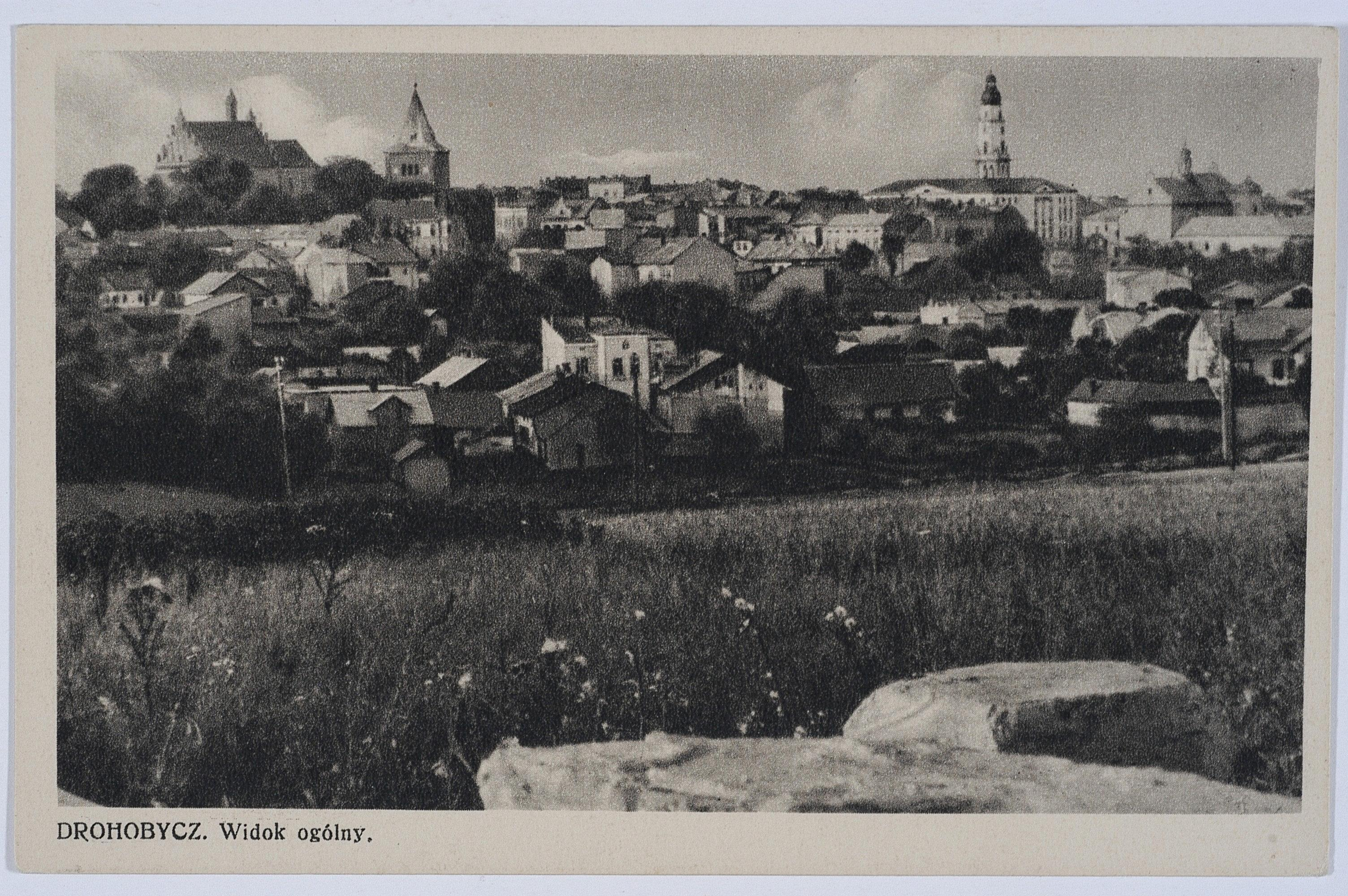
Drohobycz, widok ogólny

Bertold wspinał się w Karpatach. Był zafascynowany Hucułami i Huculszczyzną. Przez parę miesięcy z aparatem fotograficznym wędrował po górach. Pracownia zajmowała część mieszkania. Wykonywał portrety, pocztówki.
Jak wspomina jego syn Erwin Schenkelbach, – „w domu była olbrzymia ilość zdjęć, stosy odbitek, katalogi wystaw i zdobyte medale, tysiące oprawionych pism fotograficznych – wspomina Erwin Schenkelbach. – Dla mojego ojca to nie był tylko zawód. To było nawet więcej niż sztuka. To była prawdziwa namiętność”.

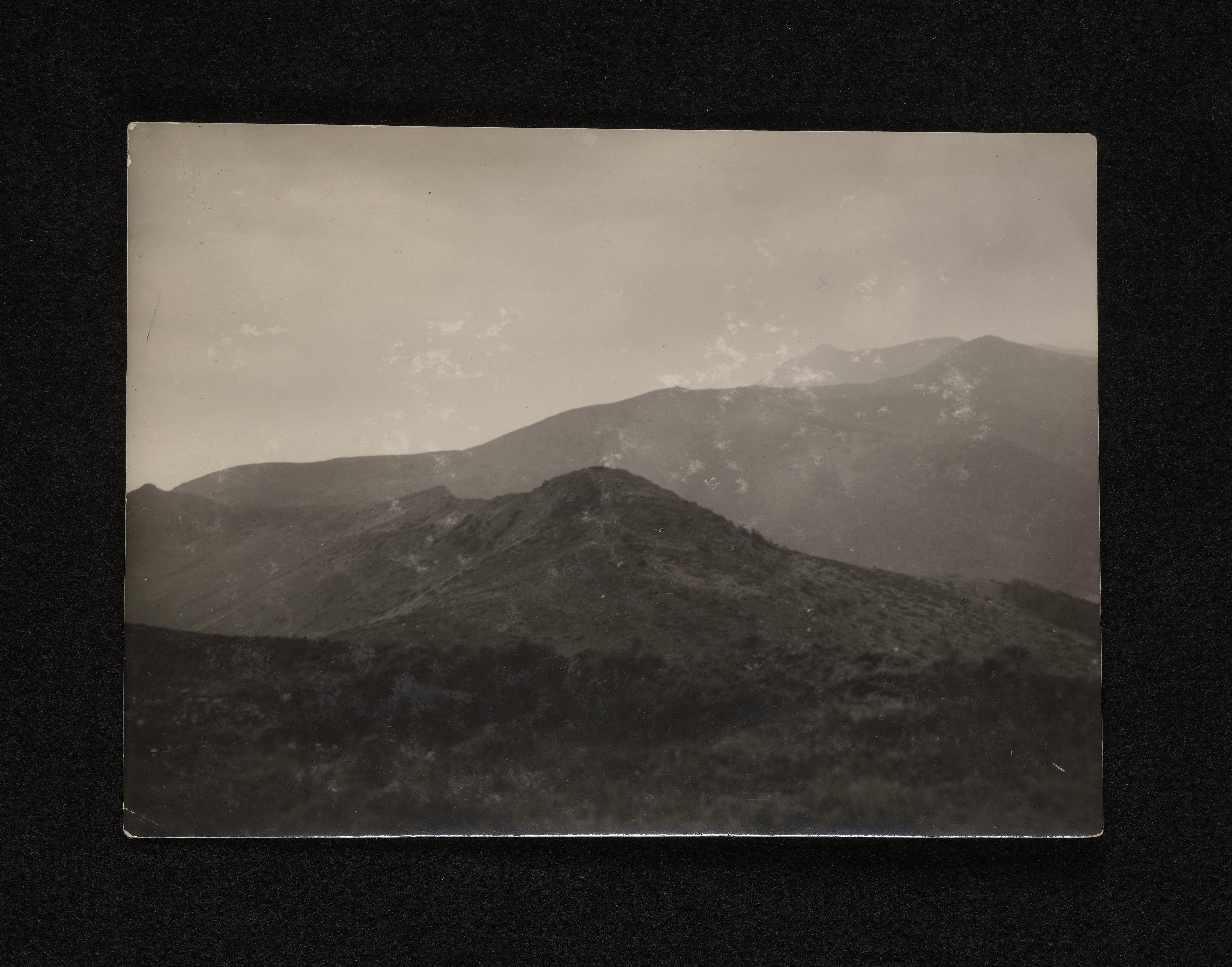
Grań od Pikuja w stronę Sianek

Po wybuchu II wojny światowej stracił cały dobytek. Wraz z rodziną był wypędzany z kolejnych mieszkań przez okupanta sowieckiego, a następnie od lata 1941 r. – niemieckiego. Aby mieć środki na życie, pracował jako fotograf-dokumentalista, zatrudniony, m.in. przez SS-Scharführera Karla Günthera (uznawanego za zabójcę Brunona Schulza), który najął go do fotografowania, m.in. rozstrzelanych Żydów w Drohobyczu. Wedle relacji rodziny, mówiący biegle po niemiecku Schenkelbach nawiązał swego rodzaju znajomość z esesmanem, który pożyczał od niego książki i płyty, a także toczył z nim rozmowy o domu budowanym przez Günthera (prawdopodobnie w Brzegu nad Odrą, skąd pochodził Niemiec).

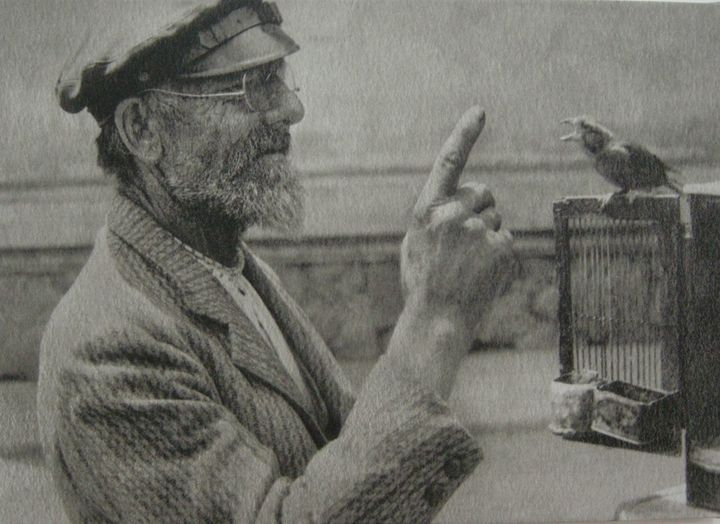
Mieszkaniec Drohobycza

W 1942 roku, razem z żoną Eddą został zamordowany przez Niemców w niemieckim nazistowskim obozie zagłady w Bełżcu. Jego fotografie uległy rozproszeniu. Wojnę przeżyli tylko jego córka Herta (Tusia) oraz syn Erwin (ur. 1929 w Drohobyczu), także fotografik, od 1963 r. mieszkający w Izraelu. W Drohobyczu zachował się budynek przy ul. Mickiewicza 3, w którym mieścił się zakład fotograficzny Bertolda Schenkelbacha.
Zdjęcia Schenkelbacha spotkał podobny los jak zdjęcia Menachema Kipnisa czy Altera Kacyzne. Negatywy zachowane w domu uległy zniszczeniu. Niedawno kilkadziesiąt jego zdjęć zostało odnalezionych w Nowym Jorku. Zostały wystawione z okazji święta Brunona Schulza w muzeum miejskim. W dwóch pokojach spotkały się ponownie fragmenty dwóch, niegdyś równoległych dzieł: ocalałych zdjęć Schenkelbacha i tych kilku fragmentów ostatnich fresków Schulza, których Yad Vashem nie wywiózł potajemnie z Drohobycza.